# Badb

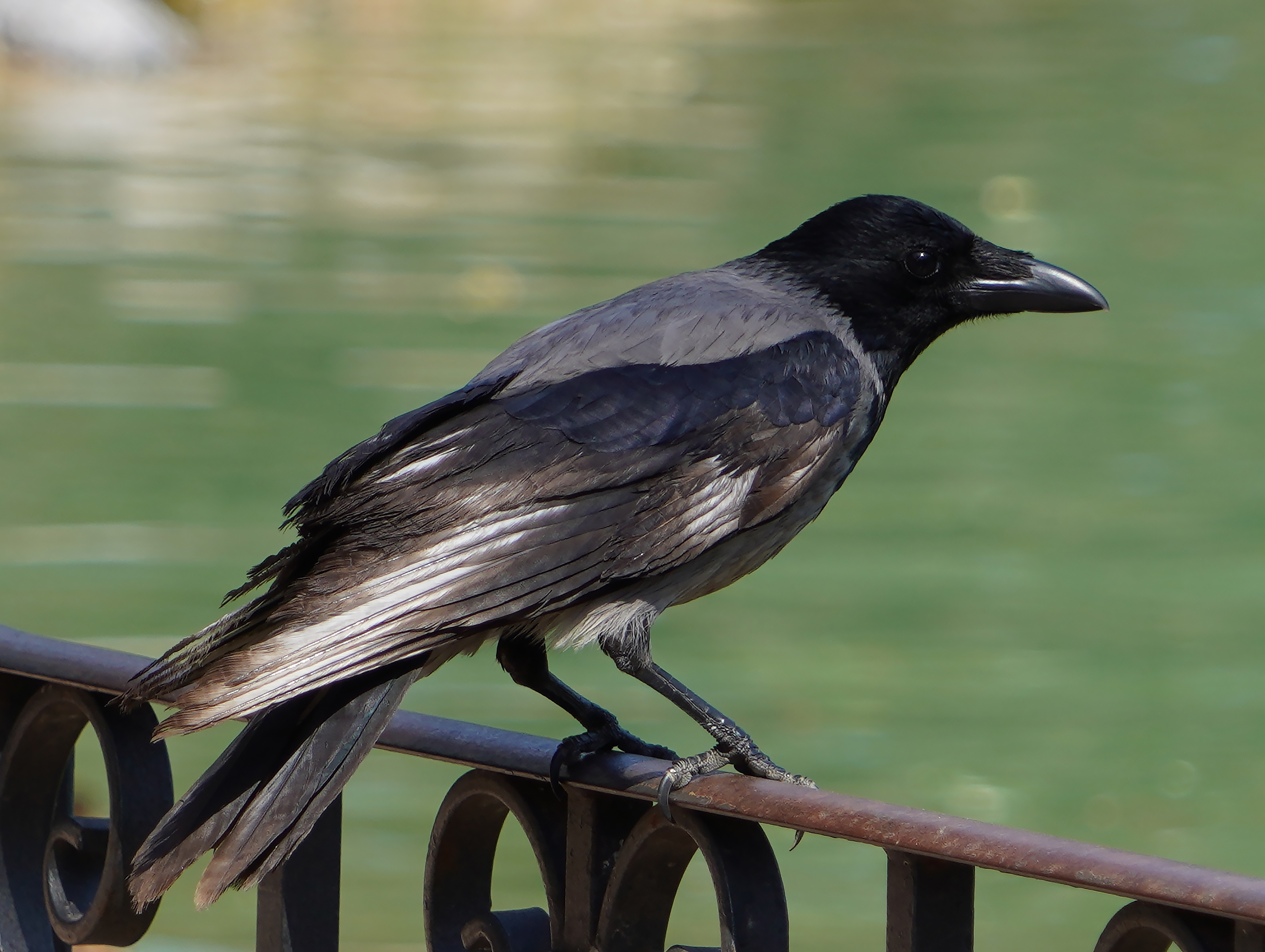
Badb měl běžně podobu vrány s kapucí.

Badb (česky Vrána) či Badb Catha (česky Bitevní vrána) Badhbhmoderní irštinou Badhbh, anglicizovaně Bave je irská bohyně války, která na sebe bere podobu vrány.  Je počítána mezi Mórrígna „velké královny“ - tři válečné bohyně, mezi které jsou kromě ní počítány také Morrigana a Medb, podle Thomase Cahilla k třem Morrígnám patří i Anand.[ujasnit] Může být příbuzná s galskou bohyní války známou pod jmény Bodua, Catobodua a Cauth Bova. Nemain, další z bohyní z bohyní uváděných mezi třemi Mórrignami, je podle keltisty Jamese MacKillopa aspektem Badb či Mórrígan, nikoliv samostatnou postavou. Nemain a Badb taktéž spojuje že je jako jejich manžel uváděn bůh války Néit. I samotná Badb však může být pouhým aspektem Mórrigan, stejně jako ostatní Mórrígny. Říkalo se že mezi vojáky vyvolává strach a zmatek, aby posunula průběh bitvy na svou stranu. Badb se také může objevit před bitvou, aby předpověděla rozsah krveprolití, které přijde, nebo předpověděla smrt významné osoby. Někdy to dělala kvílivými výkřiky, kvůli kterým byla srovnávána s Banshee.
Keltisté James MacKillop a Patricia Lysaght poukazují na badhbh chaionte „kvílející vránu“, jež odpovídá  ben síde/bánší „kvílející sídhe“ a ben chaointe „kvílející ženu“, což jsou bytosti které v irské tradici ohlašují smrt. V irské lidové kultuře badhbh vystupuje jako malá a ošklivá stařena s bílýmí vlasy, oděná v bílé, případně červené, především na jihu Irska je však také popisována jako krásná, vitální a vysoká žena. Objevuje se většinou u vodních toků a zdrojů, především pramenů jako je Tobar na Baidhbe „Baidhbina studna“ u Waterfordu.
V irských mýtech je Badb spojována s válkou a smrtí, a zdá se, že buď předznamenává hrozící krveprolití, nebo se účastní bitev, kde vytváří mezi vojáky zmatek. Jako předzvěst zkázy se objevuje v mnoha různých podobách. Její pláč může být také špatným znamením. Je pravidelně zobrazována jako aktivní účastník války. Bitevní pole je někdy označováno jako „zahrada Badby“.[10][zdroj?] Během první bitvy u Magh Tuireadh bojuje Badb spolu se svými sestrami Machou a Morrígan na straně Tuatha Dé Danann. Pomocí své magie podněcují strach a zmatek v armádě Fir Bolg, vyvolávají kompaktní mračna mlhy a zuřivý déšť ohně, přičemž nedovolují svým nepřátelům „ani odpočívat, ani nezůstat tři dny a noci“.[ujasnit]  Badb hraje podobnou roli v Táin Bó Cúailnge, terorizuje a dezorientuje síly královny Medb a způsobuje, že mnozí v boji zahynou vlastní zbraní. Často na sebe bere podobu křičícího havrana nebo vrány, přičemž přináší strach těm, kteří ji slyšeli.
Po porážce Fomórianů Tuatha Dé Danann ve druhé bitvě u Mag Tuired Badb místo předpovědi zkázy, zpívá proroctví oslavující vítězství a čas míru.